# 舘谷春香
舘谷 春香（たてや はるか、1990年3月28日 - ）は、ホリプロのスポーツ文化事業部に所属するフリーアナウンサーである。NHK富山放送局・NHK名古屋放送局に契約キャスター、文化放送に契約アナウンサーとして勤務した。

## 来歴
東京都の出身で、学生時代はソフトボールで「1番・遊撃手」を務めた。法政大学文学部の在学中にアルバイトでルミネtheよしもとの受付業務に携わった。
法政大学の卒業後に、NHK富山放送局・NHK名古屋放送局の契約キャスターを経て、2017年10月1日に長麻未と共にアナウンサーとして文化放送に入社した。3年間の有期雇用契約が満了する2020年9月30日に退職した。10月1日にホリプロのスポーツ文化事業部アナウンス室に所属し、文化放送と契約期間中に担当した番組の一部にフリーアナウンサーとして出演している。
趣味は小説の執筆、マラソン、登山、短歌作り、スポーツ観戦など。マラソンは、ホリプロへの所属を始めた時点でフルマラソンをベストタイム4時間18分35秒で5回完走し、2016年9月にランニングアドバイザーのライセンスを取得した。文化放送のアナウンサー時代の2018年7月に野球知識5級の検定試験に合格し、ジャガイモ好きが高じて局内で「じゃがいもクラブ」として苗の植え付けや収穫を体験した。ちふれASエルフェン埼玉のPRサポーターを務めている。
ラジオ出演時にオカメインコのぬいぐるみ「インペイ」をスタジオに持ち込み、出演させることが多い。

## 現在の出演番組
◎印の番組は文化放送で、同局の契約アナウンサー時代からレギュラーで出演。

- Tresen Friday（FMヨコハマ 金曜 15:00 - 19:00）
- 岩本勉のまいどスポーツ（月曜 17:45 - 18:30）◎（2022年3月29日 - ）
- BACHプラザ（2023年4月 - 、テレビ埼玉） 火曜日司会[6]

## 過去の出演番組

### 文化放送
この節の出典は一部を除き、公式プロフィールに基づく。
- DASH!アミーゴ1号2号（2017年10月 - 2018年3月、木曜アシスタント「アミーゴ5号」として出演）
- 渋谷×文化ラジオ（2017年10月 - 2018年3月、水曜「あべこうじのどういうこと?」中継リポーター）
- なかじましんや 土曜の穴（土曜 11:00 - 13:00）
- サンデースポーツDASHスクランブル（日曜 17:50 - 18:00）
- 文化放送サタデープレミアム　箱根駅伝への道襷と絆の物語（ストーリー）（2019年1月5日 土曜日 19時00分 - 19時55分）
- 文化放送ライオンズナイタースペシャル 君は覚えているか？ 平成スポーツ 声の遺産（2019年4月30日（火）午後7時00分 - 9時30分）[7]。
- SDGs Voice（平日 17:50 - 17:55、伊藤佳子・鈴木純子・西川文野・長麻未の5名による持ち回り）
- 池田純 スポーツコロシアム!（月曜 18:45 - 19:00）
- 近藤真彦 くるくるマッチ箱!（火曜 21:30 - 22:00）
- くにまるジャパン 極（金曜アシスタント （2018年4月6日 - 2019年3月29日）、くにまるジャパン探訪 金曜 12:07 - （2018年4月6日 - 2020年9月25日））
- 林家たい平 たいあん吉日!おかしら付き♪（日曜 8:00 - 8:30）
- 峰竜太とみんなの信州（日曜 11:05 - 11:20）
- トレンディエンジェルのPePePeラジオ（土曜 11:00 - 13:00）
- スポスタ☆MIX ZONE（日曜 15:00 - 16:00）

### NHK名古屋放送局
- ウイークエンド中部

### NHK富山放送局
- ニュース富山人

### ホリプロ所属後
- ホリプレゼンツ求人任三郎がいく！(チバテレビ)
- ロンドンハーツ（2021年3月23日、テレビ朝日）[8]
- 記憶捜査2〜新宿東署事件ファイル〜(テレビ東京)
- 息をひそめて(Huluオリジナル)
- だから殺せなかった 第3話（2022年1月24日、WOWOW）
- OH! HAPPY MORNING（JFNC制作／JFN加盟各局）
  - 同じ事務所の後輩、高橋茉奈の代演で2022年7月 - 12月に散発的出演。高橋の体調不良に伴う代演の際は、当日の早朝6時前に依頼を受け7時半からの生放送に出演するという対応の速さを見せた。